# Pyrofosfaat

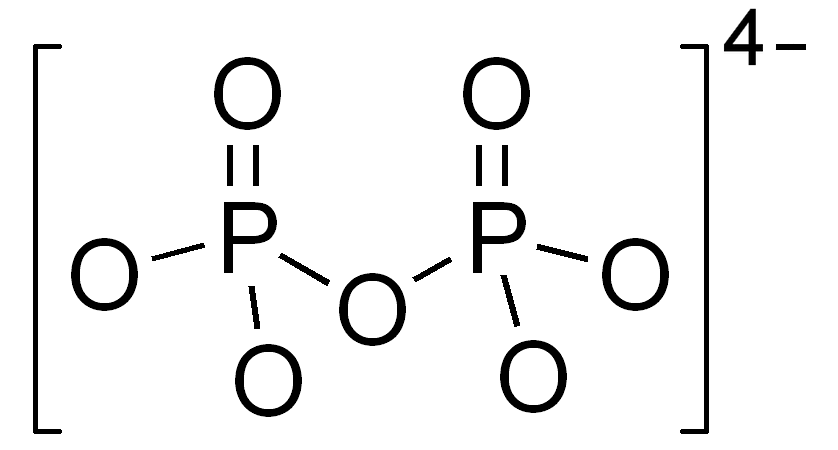
Structuurformule van het pyrofosfaatanion.

Pyrofosfaat of difosfaat (IUPAC-naam) is het oxoanion van difosforzuur, met als brutoformule P2O74−. Zowel het anion, de zouten en de esters van difosforzuur worden difosfaten of pyrofosfaten genoemd. Ze worden voornamelijk gebruikt als voedingsadditieven en staan bekend als E-450:
- Dinatriumpyrofosfaat
- Trinatriumpyrofosfaat
- Tetranatriumpyrofosfaat
- Dikaliumpyrofosfaat
- Tetrakaliumpyrofosfaat
- Dicalciumpyrofosfaat
- Calciumdiwaterstofpyrofosfaat

## Synthese en toepassingen
Pyrofosfaten werden aanvankelijk bereid door het verhitten van fosfaten (πῦρ, pur is Oudgrieks voor vuur). Het zijn goede complexvormers en kennen tal van industriële toepassingen.

## Biochemie
Pyrofosfaten spelen een bijzonder belangrijke rol in de biochemie. Daar wordt het anion vaak afgekort tot PPi. Het wordt gevormd door de hydrolyse van ATP tot AMP in cellen:
{\displaystyle {\ce {ATP -> AMP{}+ PP_{i}}}}
Ook bij het incorporeren van een nucleotide in een DNA- of RNA-streng tijdens de groei ervan, wordt pyrofosfaat vrijgesteld.
Pyrofosfaten zijn onstabiel in waterige oplossingen en hydrolyseren traag tot waterstoffosfaat:
{\displaystyle {\ce {P2O7^4- + H2O -> 2HPO4^2-}}}
Deze hydrolyse is van belang bij het breken van de energierijke fosfaat-fosfaatbinding in ATP en de omvorming ervan tot AMP. Hierbij wordt ongeveer 40,6 kJ/mol aan energie vrijgesteld.